# Ґілуйше
Ґілуйше (пол. Giłujsze) — село в Польщі, у гміні Пунськ Сейненського повіту Підляського воєводства.
Населення — 37 осіб (2011).
У 1975-1998 роках село належало до Сувальського воєводства.

## Демографія
Демографічна структура станом на 31 березня 2011 року:
|          | Загалом | Допрацездатний вік | Працездатний вік | Постпрацездатний вік |
| -------- | ------- | ------------------ | ---------------- | -------------------- |
| Чоловіки | 20      | 4                  | 12               | 4                    |
| Жінки    | 17      | 2                  | 8                | 7                    |
| Разом    | 37      | 6                  | 20               | 11                   |